# رود ایویشاک
رود ایویشاک (انگلیسی: Ivishak River) شاخه‌ای از رود ساگاوانیرکتاک به طول ۹۵ مایل (۱۵۳ کیلومتر)  که در ایالت آلاسکا در شمال ایالات متحده جریان دارد.